# IIIe législature de l'Assemblée d'Estrémadure
La IIIe législature de l'Assemblée d'Estrémadure est un cycle parlementaire de l'Assemblée d'Estrémadure, d'une durée de trois ans et neuf mois, ouvert le 17 juin 1991 à la suite des élections du 26 mai précédent et clos le 4 avril 1995.

## Bureau
| Poste                  | Titulaire              | Parti | Parti   | Circonscription |
| ---------------------- | ---------------------- | ----- | ------- | --------------- |
| Président              | Antonio Vázquez        |       | PSOE-Ex | Cáceres         |
| Premier vice-président | Matías Martínez-Pereda |       | PSOE-Ex | Badajoz         |
| Second vice-président  | Eugenio Hornero        |       | PP      | Cáceres         |
| Premier secrétaire     | César Martín           |       | PSOE-Ex | Cáceres         |
| Second secrétaire      | Mariano Gallego        |       | PP      | Badajoz         |

## Groupes parlementaires
| Nom | Nom               | Début | Fin | Porte-parole    |
| --- | ----------------- | ----- | --- | --------------- |
|     | Groupe socialiste | 39    | 39  | Vicente Herrera |
|     | Groupe populaire  | 19    | 19  | Vicente Sánchez |
|     | Groupe mixte      | 7     | 7   | Poste tournant  |

## Commissions parlementaires
| Commission                                                        | Président          | Parti   | Parti | Circonscription |
| ----------------------------------------------------------------- | ------------------ | ------- | ----- | --------------- |
| Commissions permanentes législatives                              |                    |         |       |                 |
| Commission de l'Agriculture, de l'Élevage et de la Pêche          | Santiago Díaz      | PSOE-Ex |       | Badajoz         |
| Commission du Commerce, du Tourisme et des Transports             | José Luis Torres   | PSOE-Ex |       | Cáceres         |
| Commission de la Coordination et de l'Organisation administrative | Francisco España   | PSOE-Ex |       | Badajoz         |
| Commission de l'Économie, de l'Industrie et de l'Énergie          | Félix Dillana      | PSOE-Ex |       | Cáceres         |
| Commission de l'Éducation et de la Culture                        | Bibiano Jarones    | PP      |       | Cáceres         |
| Commission du Gouvernement et de la Justice                       | Jesús Medina       | PSOE-Ex |       | Cáceres         |
| Commission des Finances et des Budgets                            | Agustín Pájaro     | PP      |       | Cáceres         |
| Commission de la Politique sociale                                | Fernando Caballero | PSOE-Ex |       | Badajoz         |
| Commission de la Politique territoriale                           | Federico Suárez    | PSOE-Ex |       | Cáceres         |
| Commissions permanentes non-législatives                          |                    |         |       |                 |
| Commission du Règlement                                           | Antonio Vázquez    | PSOE-Ex |       | Cáceres         |
| Commission du Statut des députés                                  | Vicente Herrera    | PSOE-Ex |       | Badajoz         |
| Commission des Pétitions                                          | Antonio Vázquez    | PSOE-Ex |       | Cáceres         |

## Gouvernement et opposition
| Candidat                            | Date                                      | Vote       |         |    |    |     | Résultat |
| Candidat                            | Date                                      | Vote       | PSOE-Ex | PP | IU | CDS | Résultat |
| Juan Carlos Rodríguez Ibarra (PSOE) | 2 juillet 1991 (majorité absolue requise) | Oui        | 39      |    |    |     | 39 / 65  |
| Juan Carlos Rodríguez Ibarra (PSOE) | 2 juillet 1991 (majorité absolue requise) | Non        |         | 19 | 4  |     | 23 / 65  |
| Juan Carlos Rodríguez Ibarra (PSOE) | 2 juillet 1991 (majorité absolue requise) | Abstention |         |    |    |     | 0 / 65   |
| Juan Carlos Rodríguez Ibarra (PSOE) | 2 juillet 1991 (majorité absolue requise) | Absents    |         |    |    | 3   | 3 / 65   |

## Désignations

### Sénateurs
| Parti | Parti | Sénateurs désignés              | Voix |
| ----- | ----- | ------------------------------- | ---- |
| PSOE  |       | Federico Suárez Hurtado         | 39   |
| PSOE  |       | Francisco Carlos España Fuentes | 39   |

- Désignation : 9 juillet 1991.

| Parti | Parti | Sénateurs désignés               | Voix |
| ----- | ----- | -------------------------------- | ---- |
| PSOE  |       | Federico Suárez Hurtado          | 39   |
| PSOE  |       | Matías Martínez-Pereda Rodríguez | 39   |

- Désignation : 23 juin 1993.